# پیترو آرتینو
پیترو آرتینو (ایتالیایی: Pietro Aretino؛ ‏ US: ‎/ˌɑːrɪˈtiːnoʊ, ˌær-/‎؛ ‏ایتالیایی: [ˈpjɛːtro areˈtiːno]؛ ‏ ۱۹ یا ۲۰ آوریل ۱۴۹۲ – ۲۱ اکتبر ۱۵۵۶) نویسنده، شاعر، نمایشنامه‌نویس، طنزنویس، روزنامه‌نگار، منتقد و باج‌گیر اهل جمهوری ونیز بود. او یکی از تأثیرگذارترین نویسندگان زمان خود و منتقد صریح صاحب‌منصبان و قدرتمندان بود. به دلیل ارتباطات و همدردی‌هایش با اصلاح‌طلبان مذهبی، او را یک پروتستان نیکودمی می‌دانند. او دوست صمیمی و مبلغ هنرمند ونیزی تیسین بود که سه بار پرتره او را کشید.